# Romanschulzia orizabae
Romanschulzia orizabae är en korsblommig växtart som först beskrevs av Diederich Franz Leonhard von Schlechtendal och Adelbert von Chamisso, och fick sitt nu gällande namn av Otto Eugen Schulz. Romanschulzia orizabae ingår i släktet Romanschulzia och familjen korsblommiga växter. Inga underarter finns listade i Catalogue of Life.